# Deelnemers UEFA-toernooien Andorra
Onderstaande tabel bevat de deelnemers aan de UEFA-toernooien uit  Andorra.

## Deelnemers
NB Klikken op de clubnaam geeft een link naar het Wikipedia-artikel over het betreffende toernooi in het betreffende seizoen.
| Seizoen | Champions League         | UEFA Cup                                           |                               |
| ------- | ------------------------ | -------------------------------------------------- | ----------------------------- |
| 1997/98 |                          | CE Principat                                       |                               |
| 1998/99 |                          | CE Principat                                       |                               |
| 1999/00 |                          | CE Principat                                       |                               |
| 2000/01 |                          | Constel·lació Esportiva                            |                               |
| Seizoen | Champions League         | UEFA Cup                                           | Intertoto Cup                 |
| 2001/02 |                          | FC Santa Coloma                                    | UE Sant Julià                 |
| 2002/03 |                          | FC Encamp                                          | UE Sant Julià                 |
| 2003/04 |                          | FC Santa Coloma                                    | FC Encamp                     |
| 2004/05 |                          | FC Santa Coloma                                    | UE Sant Julià                 |
| 2005/06 |                          | UE Sant Julià                                      | FC Rànger's                   |
| 2006/07 |                          | FC Rànger's                                        | UE Sant Julià                 |
| 2007/08 | FC Rànger's              | FC Santa Coloma                                    | UE Sant Julià                 |
| 2008/09 | FC Santa Coloma          | UE Sant Julià                                      |                               |
| Seizoen | Champions League         | Europa League                                      |                               |
| 2009/10 | UE Sant Julià            | FC Santa Coloma                                    |                               |
| 2010/11 | FC Santa Coloma          | FC Lusitanos UE Sant Julià UE Santa Coloma         |                               |
| 2011/12 | FC Santa Coloma          | FC Lusitanos UE Sant Julià UE Santa Coloma         |                               |
| 2012/13 | FC Lusitanos             | FC Santa Coloma UE Santa Coloma                    |                               |
| 2013/14 | FC Lusitanos             | FC Santa Coloma UE Santa Coloma                    |                               |
| 2014/15 | FC Santa Coloma          | UE Sant Julià UE Santa Coloma                      |                               |
| 2015/16 | FC Santa Coloma          | FC Lusitanos UE Sant Julià                         |                               |
| 2016/17 | FC Santa Coloma          | FC Lusitanos UE Santa Coloma                       |                               |
| 2017/18 | FC Santa Coloma          | UE Sant Julià UE Santa Coloma                      |                               |
| 2018/19 | FC Santa Coloma ->       | FC Santa Coloma UE Engordany UE Sant Julià         |                               |
| 2019/20 | FC Santa Coloma ->       | FC Santa Coloma UE Engordany UE Sant Julià         |                               |
| 2020/21 | Inter Club d'Escaldes -> | Inter Club d'Escaldes FC Santa Coloma UE Engordany |                               |
| Seizoen | Champions League         | Europa League                                      | Europa Conference League      |
| 2021/22 | Inter Club d'Escaldes    | 0                                                  | FC Santa Coloma UE Sant Julià |

### Deelnames
Aantal seizoenen
18x FC Santa Coloma
16x UE Sant Julià
07x UE Santa Coloma
06x FC Lusitanos
03x UE Engordany
03x CE Principat
03x FC Rànger's
02x FC Encamp
02x Inter Club d'Escaldes
01x Constel·lació Esportiva
Albanië ·
Andorra ·
Armenië ·
Azerbeidzjan ·
België ·
Bosnië en Herzegovina ·
Bulgarije ·
Cyprus ·
Denemarken ·
Duitsland ·
Engeland ·
Estland ·
Faeröer ·
Finland ·
Frankrijk ·
Georgië ·
Gibraltar ·
Griekenland ·
Hongarije ·
Ierland ·
IJsland ·
Israël ·
Italië ·
Kazachstan ·
Kroatië ·
Kosovo ·
Letland ·
Liechtenstein ·
Litouwen ·
Luxemburg ·
Malta ·
Moldavië ·
Montenegro ·
Nederland ·
Noord-Ierland ·
Noord-Macedonië ·
Noorwegen ·
Oekraïne ·
Oostenrijk ·
Polen ·
Portugal ·
Roemenië ·
Rusland ·
San Marino ·
Schotland ·
Servië ·
Slovenië ·
Slowakije ·
Spanje ·
Tsjechië ·
Turkije ·
Wales ·
Wit-Rusland ·
Zweden ·
Zwitserland

Historie:
DDR ·
Joegoslavië ·
Saarland ·
Sovjet-Unie ·
Tsjecho-Slowakije